# Marcel Rodman
Marcel Rodman (Rodine, 1981. szeptember 25. –) szlovén válogatott jégkorongozó, edző.

## Pályafutása

### Klubcsapatokban
Rodman Jesenicében kezdte pályafutását, majd 2001-ben a Boston Bruins draftolta. Ezt követően alsóbb tengerentúli junior ligákban eltöltött három szezont a Pickering Panthers és a Peterborough Petes csapataiban. 2001-ben visszatért hazájába, az Acroni Jesenice csapatához. Az osztrák bajnokságban játszott a Graz 99ers és a Vienna Capitals színeiben is, de megfordult a német jégkorongbajnokságban szereplő Krefeld Pinguine-ben is. A német másodosztályban a Bietigheim-Bissingen jégkorongozója volt, majd 2013 júliusában visszatért az élvonalba, a Schwenninger Wild Wingshez.
A 2014-15-ös idényben a Kontinentális Jégkorong Ligában szereplő Medveščak Zagrebben kilencszer lépett pályára. A következő szezonban az EBEL-ben szereplő EC Klagenfurt színeiben játszott, de sérülése miatt a rájátszásban már nem tudott csapata segítségére lenni.

### A válogatottban
A szlovén válogatottal 14 világbajnokságon és 2 olimpián szerepelt, jégre lépett a 2008-as A-csoportos világbajnokságon is, ahol egy gólt és öt gólpasszt jegyzett.

## Edzőként
Visszavonulását követően edző lett, 2018 decemberétő előbb a HDD Jesenicénél dolgozott, majd 2019 áprilisában a DVTK Jegesmedvék vezetőedzőjévé nevezték ki. Ezt a posztját 2020 januárjáig tölthette be.

## Statisztika

### Klubcsapatokkal
| 1997–98              | Jesenice Jr.            | SLO Jr.              | 44  | 29  | 44  | 73  | 14  | —  | —  | —  | —  | —  |
| 1998–99              | Pickering Panthers      | OPJHL                | 37  | 30  | 21  | 51  | 8   | —  | —  | —  | —  | —  |
| 1999–00              | Peterborough Petes      | OHL                  | 61  | 17  | 20  | 37  | 16  | 5  | 1  | 2  | 3  | 0  |
| 2000–01              | Peterborough Petes      | OHL                  | 61  | 36  | 35  | 71  | 14  | 7  | 4  | 2  | 6  | 2  |
| 2001–02              | HK Jesenice             | IEL                  | 7   | 4   | 2   | 6   | 4   | —  | —  | —  | —  | —  |
| 2001–02              | HK Jesenice             | SLO                  | 9   | 12  | 6   | 18  | 4   | —  | —  | —  | —  | —  |
| 2002–03              | Graz 99ers              | EBEL                 | 44  | 22  | 25  | 47  | 22  | —  | —  | —  | —  | —  |
| 2003–04              | Krefeld Pinguine        | DEL                  | 52  | 3   | 9   | 12  | 18  | —  | —  | —  | —  | —  |
| 2004–05              | HK Jesenice             | IEL                  | 25  | 12  | 24  | 36  | 20  | —  | —  | —  | —  | —  |
| 2004–05              | HK Jesenice             | SLO                  | 17  | 10  | 18  | 28  | 36  | —  | —  | —  | —  | —  |
| 2005–06              | HK Jesenice             | IEL                  | 2   | 1   | 2   | 3   | 0   | —  | —  | —  | —  | —  |
| 2005–06              | Graz 99ers              | EBEL                 | 43  | 7   | 17  | 24  | 32  | —  | —  | —  | —  | —  |
| 2006–07              | HK Jesenice             | EBEL                 | 43  | 21  | 40  | 61  | 55  | —  | —  | —  | —  | —  |
| 2007–08              | Vienna Capitals         | EBEL                 | 49  | 18  | 35  | 53  | 40  | 7  | 4  | 4  | 8  | 4  |
| 2008–09              | HK Jesenice             | EBEL                 | 53  | 21  | 36  | 57  | 70  | 5  | 2  | 3  | 5  | 34 |
| 2009–10              | Vienna Capitals         | EBEL                 | 38  | 19  | 23  | 42  | 42  | 12 | 2  | 6  | 8  | 10 |
| 2010–11              | Vienna Capitals         | EBEL                 | 42  | 12  | 18  | 30  | 64  | 11 | 3  | 9  | 12 | 10 |
| 2011–12              | Vienna Capitals         | EBEL                 | 31  | 5   | 12  | 17  | 41  | 7  | 0  | 3  | 3  | 2  |
| 2012–13              | SC Bietigheim-Bissingen | 2.GBun               | 45  | 28  | 39  | 67  | 60  | 11 | 7  | 4  | 11 | 18 |
| 2013–14              | Schwenninger Wild Wings | DEL                  | 39  | 5   | 9   | 14  | 34  | —  | —  | —  | —  | —  |
| 2014–15              | KHL Medveščak Zagreb    | KHL                  | 9   | 0   | 0   | 0   | 39  | —  | —  | —  | —  | —  |
| 2014–15              | EC KAC                  | EBEL                 | 21  | 5   | 6   | 11  | 12  | —  | —  | —  | —  | —  |
| Összesen az EBEL-ben | Összesen az EBEL-ben    | Összesen az EBEL-ben | 354 | 124 | 207 | 331 | 368 | 45 | 13 | 26 | 39 | 64 |

### A válogatottban
| Év                          | Csapat                      | Versenysorozat              |    | Mérkőzés | Gól | Gólpassz | Pont | Büntető |
| --------------------------- | --------------------------- | --------------------------- | -- | -------- | --- | -------- | ---- | ------- |
| 1999                        | Szlovénia                   | WJC-C                       | 4  | 0        | 0   | 0        | 2    |         |
| 2000                        | Szlovénia                   | WJC-C                       | 4  | 3        | 5   | 8        | 14   |         |
| 2001                        | Szlovénia                   | WJC-C                       | 4  | 5        | 1   | 6        | 0    |         |
| 2001                        | Szlovénia                   | WC-B                        | 5  | 2        | 3   | 5        | 2    |         |
| 2002                        | Szlovénia                   | WC                          | 6  | 6        | 1   | 7        | 2    |         |
| 2005                        | Szlovénia                   | WC                          | 6  | 1        | 2   | 3        | 0    |         |
| 2006                        | Szlovénia                   | WC                          | 6  | 0        | 4   | 4        | 6    |         |
| 2008                        | Szlovénia                   | WC                          | 5  | 0        | 1   | 1        | 6    |         |
| 2009                        | Szlovénia                   | WC-B                        | 5  | 0        | 5   | 5        | 2    |         |
| Összesen a junior csapatban | Összesen a junior csapatban | Összesen a junior csapatban | 12 | 8        | 6   | 14       | 16   |         |
| Összesen az A csapatban     | Összesen az A csapatban     | Összesen az A csapatban     | 33 | 9        | 16  | 25       | 20   |         |